# Borowiec
Borowiec [pronunciación en polaco: /bɔˈrɔvjɛt͡s/] es un pueblo ubicado en el distrito administrativo de Gmina Wielgomłyny, dentro del Distrito de Radomsko, Voivodato de Łódź, en Polonia central. Se encuentra aproximadamente a 3 kilómetros al este de Wielgomłyny, a 26 kilómetros al este de Radomsko, y a 90 kilómetros al sur de la capital regional Łódź.